# Bishop’s House (Hongkong)

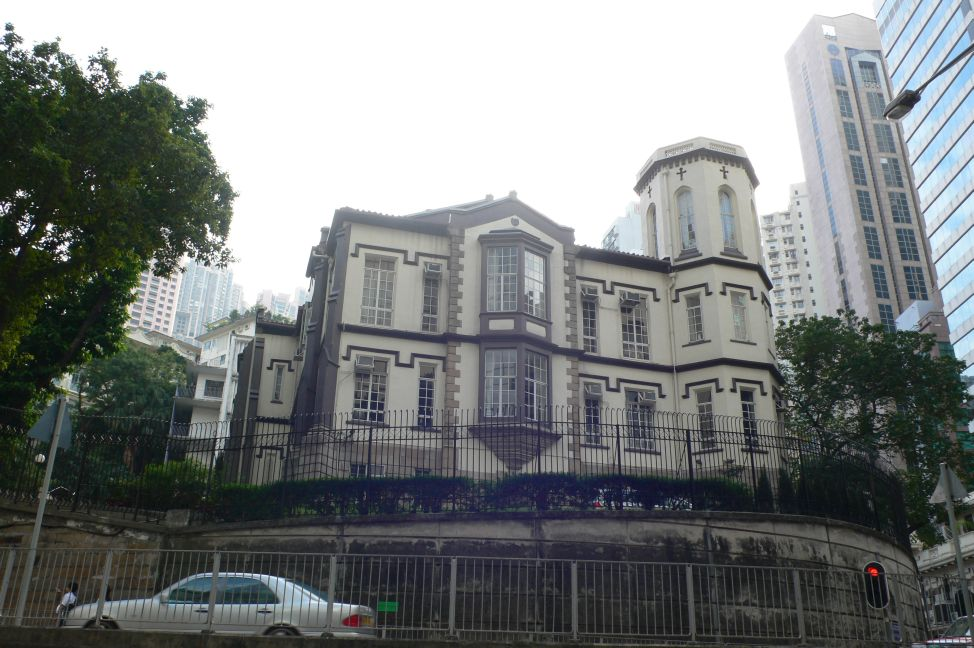
Bishop’s House, Anglican Church, Hongkong (2006)

Das Bishop’s House (chinesisch 會督府, Pinyin Huìdūfǔ, Jyutping Wui5duk1fu2, auch 主教府,  Zhǔjiàofǔ, Jyutping Zyu2gaau3fu2) an der Adresse 1 Lower Albert Road, Central, ist die Residenz und das Büro des anglikanischen Erzbischofs von Hongkong.

## Architektur
Das Gebäude befindet sich in einer Schlinge der Lower Albert Road unterhalb der Upper Albert Road zusammen mit weiteren Gebäuden der anglikanischen Diözese (Hong Kong Sheng Kung Hui Archives und Guest House – 香港聖公會檔案館, HKSKH Ming Hua Theological College – 聖公會明華神學院, Ridley House – HKSKH Women’s League – 香港聖公會婦女總團, Alford House – 愛福樓 und St Paul’s Church – 聖保羅堂). Westlich verläuft die Glenealy Road. Östlich des Compounds schließt sich das Krankenhaus Hong Kong Private Hospitals Association (香港私家醫院聯會) an. Das Gebäude ist größtenteils zweistöckig angelegt. An der Nordecke ist die St. Paul’s College Chapel (The Bishop’s Chapel – 主教府聖保羅書院小聖堂) mit einem kleinen Turm angebaut. Es ist als repräsentativer Bau aus Ziegeln errichtet und durch rote und weiße Anstriche gegliedert mit zahlreichen klassizistischen Bauelementen.

## Geschichte
Das Gebäude wurde ursprünglich als Schule für Chinesen konzipiert und beherbergte lange Jahre das St Paul’s College. Das Haus wurde 1843 erbaut, als Vincent Stanton zum Colonial Chaplain von Hongkong berufen wurde. Das Gebäude wurde 1848 fertig gestellt. Als die neue Diocese of Victoria der Hong Kong Sheng Kung Hui geschaffen wurde, übergab Stanton das Gelände dem neu ernannten Bischof George Smith.
Das Innere wurde 1967 bis 1968 komplett renoviert und modernisiert. Das Gebäude in Hongkong ist nach dem Denkmalschutzgesetz als Grade I historic building gelistet.